# José Brito

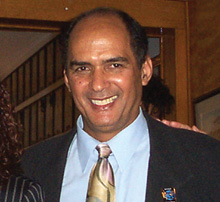
José Brito

José Brito (Dacar, Senegal, 19 de março de 1944) é o ministro dos negócios estrangeiros de Cabo Verde. De 2001 a 2006, foi o embaixador de Cabo Verde em vários países: nos Estados Unidos, no Canadá e no México, e depois foi ministro da economia, crescimento e competitividade.